# Lawrence (Massachusetts)
Lawrence es una ciudad ubicada en el condado de Essex en el estado estadounidense de Massachusetts. En el Censo de 2010 tenía una población de 76 377 habitantes y una densidad poblacional de 3981,82 personas por km². Es la ciudad natal del director de orquesta Leonard Bernstein (1918-1990).

## Geografía
Lawrence se encuentra ubicada en las coordenadas 42°42′1″N 71°9′41″O / 42.70028, -71.16139. Según la Oficina del Censo de los Estados Unidos, Lawrence tiene una superficie total de 19,18 km², de la cual 17,94 km² corresponden a tierra firme y 1,24 km² (6.48 %) es agua.

## Demografía
Según el censo de 2010, había 76 377 personas residiendo en Lawrence. La densidad de población era de 3981,82 hab./km². De los 76 377 habitantes, Lawrence estaba compuesto por el 42.82 % blancos, el 7,58 % eran afroamericanos, el 1,25 % eran amerindios, el 2,48 % eran asiáticos, el 0,07 % eran isleños del Pacífico, el 39,3 % eran de otras razas y el 6,49 % pertenecían a dos o más razas. Del total de la población el 73,8 % eran hispanos o latinos de cualquier raza.